# イアン・スタンナード
イアン・スタンナード（Ian Stannard、1987年5月25日 - ）は、イングランド、チェルムスフォード出身の自転車競技選手。

## 来歴
トラックレースとロードレースの兼用選手だったが、現在はロードレースに専念。
2004年
- ツアー・オブ・アイルランド ジュニア部門 総合優勝
- コモンウェルス・ユース選手権 個人タイムトライアル(ITT) 優勝

2005年
- グランプリ・ポメルルユル 優勝
- ツール・ド・ペイ・ド・ヴォー 総合優勝
- 欧州選手権(U23)・団体追抜 優勝
- ジュニア世界選手権自転車競技大会・団体追抜 2位

2006年
- 欧州選手権(U23)・団体追抜 優勝

2009年、ISD・ネーリに移籍。
2010年、チーム・スカイに移籍。
2011年
- オーストリア一周 区間1勝
- パリ〜ツール 4位

2012年
- イギリス選手権・個人ロードレース 優勝

2013年
- ミラノ〜サンレモ 6位

2014年
- オムロープ・ヘット・ニウスブラット 優勝

2015年
- オムロープ・ヘット・ニウスブラット 優勝

2016年
- ツアー・オブ・ブリテン 区間1勝
- パリ～ルーベ 3位

2017年
- ヘラルド・サン・ツアー　区間優勝（第4ステージ）

関節リウマチのため2020年シーズンをもって引退